# Lac de l'Hongrin
Le lac de l'Hongrin est un lac artificiel situé dans les Préalpes vaudoises, en Suisse, délimité au nord par un barrage à double voûte datant de 1969.

## Description
Le lac est alimenté en amont par l'Hongrin, cours d'eau situé dans le bassin versant du Rhin, par le biais de la Sarine. Les installations hydroélectriques des Forces motrices Hongrin-Léman réalisent du pompage-turbinage entre le lac de l'Hongrin et le lac Léman.
Le lac est géographiquement situé dans le bassin-versant du Rhin, mais avec en partie de l'eau et un écosystème du bassin versant du Rhône. Le bassin versant autour du barrage s'étend sur 46 km2, il est complété par d'autres prises d'eau qui permettent de couvrir encore 45 km2. Au total, le bassin couvre 90,8 km2. La retenue a un volume de 52 millions de m3 pour une surface de 160 hectares.
Il est situé en zone militaire où l'armée suisse procède à des exercices d'infanterie avec lance-mines et à des manœuvres de véhicules blindé à roues Piranha (char d'assaut et M-113 auparavant). 

## Caractéristiques du barrage
- Année de construction : 1969 (ensemble des travaux liés au barrage entre 1966-1971). Sur la question du partage des eaux, le projet hydroélectrique de l'Hongrin nourrit des tensions pendant une quinzaine d'années entre les gouvernements des cantons de Vaud et de Fribourg[2].
- Volume du barrage : 345 000 m3
- Hauteur des deux voûtes : 123 m et 93 mètres[3]
- Longueur du couronnement : 325 m
- Propriétaire : Forces Motrices Hongrin-Léman SA (Lausanne)

Une galerie d'amenée de 8 km et une conduite forcée de 1,2 km acheminent les eaux du lac aux deux usines hydroélectriques souterraines de Veytaux, d'une puissance totale de 480 MW et situées sur la rive du lac Léman entre Villeneuve et le château de Chillon à Grandchamp sur la commune de Veytaux. En plus de turbines Pelton, cette usine est équipée de pompes permettant le stockage de l'énergie électrique (pompage-turbinage).

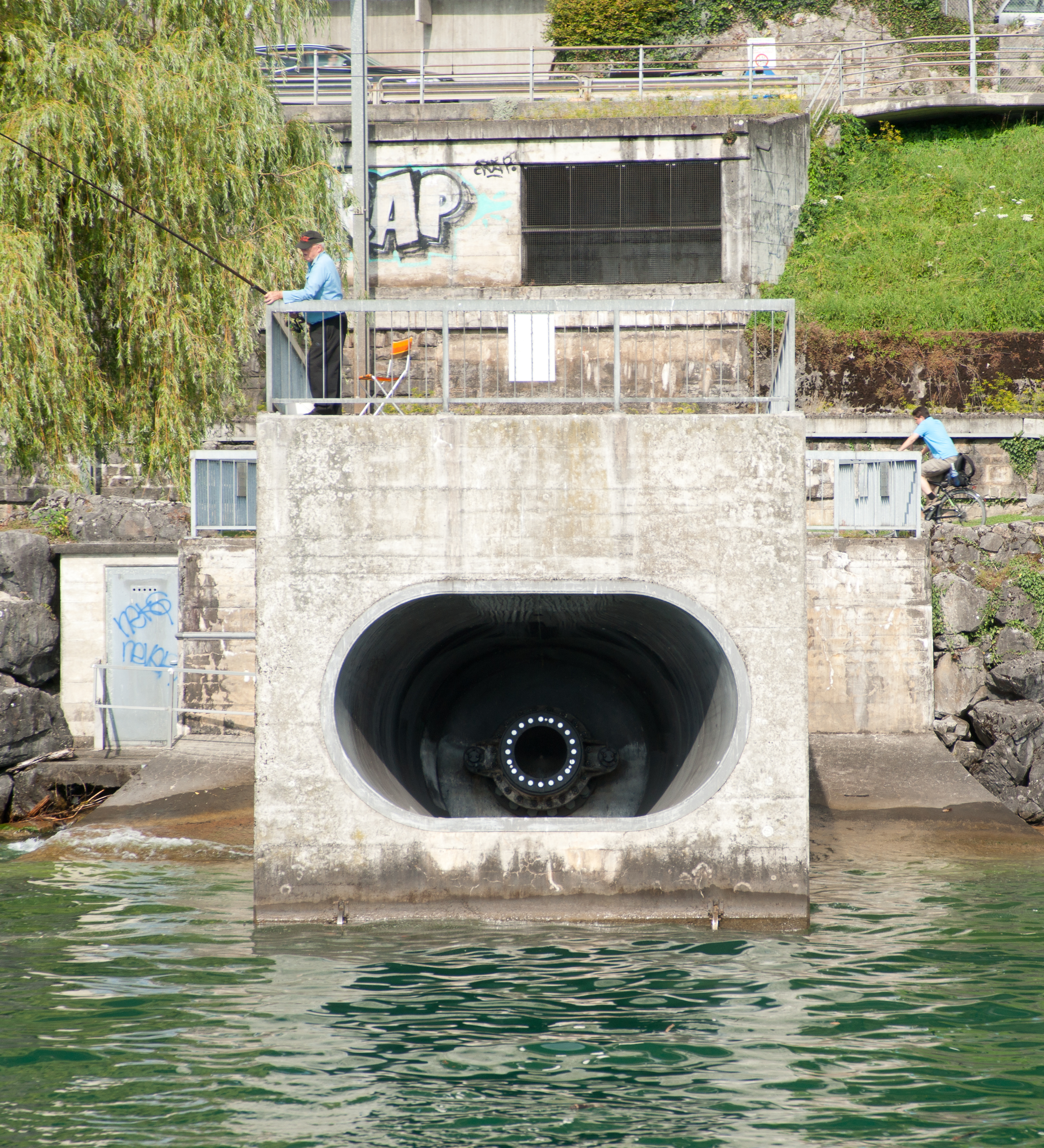
Vanne de fond dans le Léman.